# Salomon Jadassohn

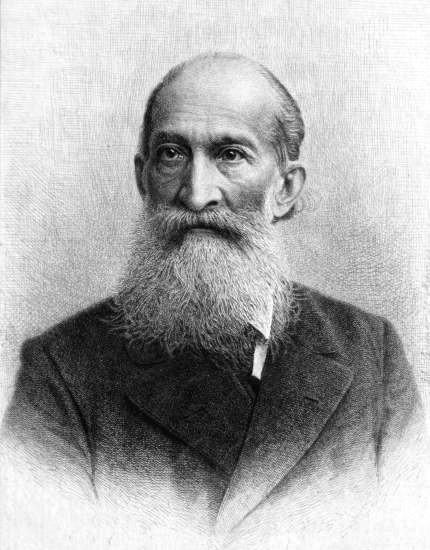
Salomon Jadassohn

Salomon Jadassohn (* 13. August 1831 in Breslau; † 1. Februar 1902 in Leipzig) war ein deutscher Komponist, Pianist, Musiktheoretiker und Musikpädagoge.

## Leben
Salomon Jadassohn erhielt seine erste musikalische Ausbildung in Breslau bei dem Organisten und Komponisten Adolf Hesse und dem Theoretiker Moritz Brosig. 1848 begann er am Konservatorium Leipzig sein musikalisches Studium bei Ignaz Moscheles, Ernst Ferdinand Wenzel, Ernst Friedrich Richter und Moritz Hauptmann und setzte seine Ausbildung in den Jahren von 1849 bis 1851 bei Franz Liszt in Weimar fort.

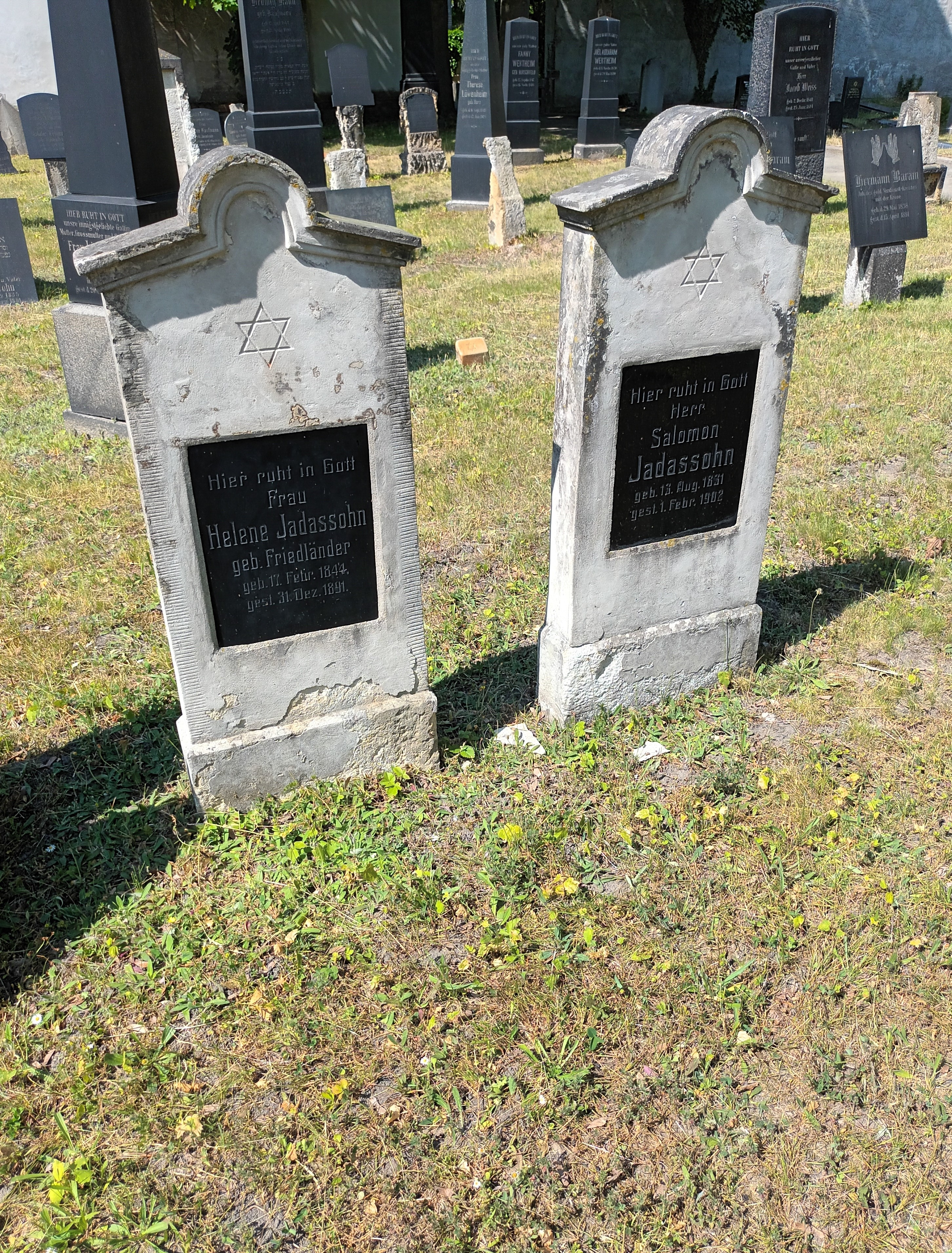
Grabstätten Salomon Jadassohn und Frau

Nach Abschluss seines Studiums übernahm Jadassohn die Position des Dirigenten des Chores der Leipziger Synagoge. 1866 gründete er den geistlichen Gesangverein „Psalterion“, den er 33 Jahre leitete. In den späten 1860er Jahren leitete er die Euterpe-Konzerte in Leipzig. Im Jahre 1871 kam er ans Konservatorium in Leipzig; hier hatte er die Position eines Lehrers für Musiktheorie, Klavier und Komposition inne. Er genoss einen hervorragenden Ruf als Musikpädagoge. In den 1880er Jahren war er Dirigent des Danziger Konzertvereines. Mit der Berufung zum Dirigenten des Philharmonischen Chores sowie des Orchesters der Oper zu Bremen trat er die Nachfolge von Martin Traugott an. Später ging er wieder nach Leipzig zurück, wo er im Jahre 1902 verstarb. 1887 wurde er von der Universität Leipzig mit dem Ehrendoktortitel geehrt.
Sein kompositorisches Schaffen ist sehr vielfältig. Es umfasst Sinfonien, Serenaden für Orchester, Ouvertüren, Klavierkonzerte, Kammermusik, Klavierstücke, Chöre, Lieder sowie Vokalduette und geistliche Werke. Viele seiner Werke veröffentlichte Jadassohn unter seinem Pseudonym „Olivier“. Weiterhin gab er mehrere musiktheoretische Schriften heraus, die seinerzeit große Beachtung fanden. Jadassohns Werke und Schriften sind heute weitgehend in Vergessenheit geraten.
Salomon Jadassohn war mit der Gesangspädagogin Helene Friedländer (1843–1891) verheiratet. Sein Sohn Alexander Jadassohn (1873–1948) wurde Musikverleger; seine Tochter Beate (1878 bis nach 1955) war unter den Namen Beate Frederich und Beate Jacoby als Kinderbuchautorin tätig. Seine Tochter Bertha Jadassohn (1880–1934) heiratete 1904 den Komponisten Leo Fall.
Salomon Jadassohn und seine Frau wurden auf dem Alten Israelitischen Friedhof in Leipzig beerdigt.

## Kompositionen
Ausführlicheres Werkverzeichnis auf IMSLP.

### Kammermusik
- Streichquartett Nr. 1 c-Moll op. 10.
- Klaviertrio Nr. 1 F-Dur op. 16 (1859; Violine, Violoncello und Klavier)
- Klaviertrio Nr. 2 E-Dur op. 20 (1859)
- Klaviertrio Nr. 3 c-Moll op. 59 (1880)
- Klavierquintett Nr. 1 op. 70 (ca. 1860; Klavier, 2 Violinen, Viola und Violoncello)
- Klavierquintett Nr. 2 op. 76 (1884)
- Klavierquartett Nr. 1 c-Moll op. 77 (1884; Violine, Viola, Violoncello und Klavier)
- Klaviertrio Nr. 4 c-Moll op. 85; (1887)
- Klavierquartett Nr. 2 G-Dur op. 86 (1887)
- Sextett op. 100 (1888) für 2 Violinen, Viola, Violoncello und Klavier zu 4 Händen
- Serenade für Bläser op. 104
- Klavierquartett Nr. 3 a-Moll op. 109 (1890)
- Klavierquintett Nr. 3 g-Moll op. 126 (1895)
- Notturno op. 133 für Flöte und Klavier.
- Capriccio op. 137 für Flöte und Klavier.

### Orchesterwerke
- Symphonie Nr. 1 C-Dur op. 24
- Symphonie Nr. 2 A-Dur op. 28
- Symphonie Nr. 3 D-Dur op. 50
- Symphonie Nr. 4 c-Moll op. 101
- 1. Klavierkonzert c-Moll op. 89 (1887)
- 2. Klavierkonzert f-Moll op. 90 (1888)
- Cavatine Nr. 1 op. 69 für Violine und Orchester
- Cavatine Nr. 2 op. 120 (1894) für Violoncello und Orchester
- Serenade Nr. 1 in 4 Canons op. 42
- Serenade Nr. 2 in D-Dur op. 46
- Serenade Nr. 3 in A-Dur op. 47
- Serenade für Flöte und Streicher op. 80

### Orgelwerke
- Fantasie g-Moll, op. 95 (Neuausgabe Berlin 2012: Berliner Chormusik-Verlag/Edition Musica Rinata)

### Klavierwerke
- Klaviersonate op. 14
- Kol nidrei, nach alten hebräischen Melodien für Pianoforte gesetzt (Musikverlag Otto Forberg)

### Vokalwerke
- Zwei geistliche Gesänge für Chor und Solostimmen op. 2. Leipzig 1856 (Digitalisat)
- Gott sei uns gnädig op. 41. Psalm 67 für fünfstimmig gemischten Chor SSATB a cappella. (Neuerscheinung 2014: Berliner Chormusik-Verlag/Edition Musica Rinata)
- Verheißung op. 55 für Chor und Orchester. Text: ?
- Danklied op. 106 für Chor und Streichorchester oder Orgel (Neuerscheinung Berlin 2012: Berliner Chormusik-Verlag/Edition Musica Rinata)
- Ich hebe meine Augen auf Psalm 121 op. 128 für Chor und Orgel. (Neuerscheinung Berlin 2010: Berliner Chormusik-Verlag/Edition Musica Rinata)

## Veröffentlichungen
- Musikalische Kompositionslehre. 5 Bände. Erster Theil. Die Lehre vom reinen Satze. Bd. I. Lehrbuch der Harmonie; Bd. II. Lehrbuch des Kontrapunkts; Bd. III. Die Lehre vom Kanon und von der Fuge. Zweiter Theil. Die Lehre von der freien Komposition. Bd. IV. Die Formen in den Werken der Tonkunst; Bd. V. Lehrbuch der Instrumentation.
- Lehrbuch des einfachen, doppelten, drei- und vierfachen Contrapuncts. Breitkopf & Härtel, Leipzig 1884 (6. A. 1917).
- Aufgaben und Beispiele für die Studien im Harmonielehre : mit Bezugnahme auf des Verfassers Lehrbuch der Harmonie. Breitkopf & Härtel, Leipzig 1891.
- Lehrbuch der Harmonie. 5. Auflage. Breitkopf & Härtel, Leipzig 1898.
- Das Wesen der Melodie in der Tonkunst. Breitkopf & Härtel, Leipzig 1899.
- Der Generalbass. Eine Anleitung für die Ausführung der Continuo-Stimmen in den Werken der alten Meister. Breitkopf & Härtel, Leipzig 1901.
- Die Kunst zu modulieren und zu präludieren. Ein praktischer Beitrag zur Harmonielehre in stufenweise geordnetem Lehrgange. 2. Auflage. Breitkopf & Härtel, Leipzig 1902 (Breitkopf & Härtels Musikalische Handbibliothek; 9).
- Lehrbuch der Instrumentation. 2. Auflage. Breitkopf & Härtel, Leipzig 1907.
- Die Formen in den Werken der Tonkunst. 4. Auflage. Breitkopf & Härtel, Leipzig 1910.
- Die Lehre von Canon und Fuge. 3. Auflage. Breitkopf & Härtel, Leipzig 1913.

## Diskografie
- Klaviertrios Nr. 1–3. Syrius Trio. Toccata 0107, 2010
- Klavierkonzerte 1 und 2. Markus Becker, Rundfunk-Sinfonieorchester Berlin, Michael Sanderling. Hyperion Records, 2009 (in der Reihe ‘The Romantic Piano Concerto’, Vol. 47)
- Serenaden Nr. 1 & 2.  Malta Philharmonic Orchestra, Marius Stravinsky. Cameo, 2014
- Symphonien Nr. 1–4. Cavatine op. 69 für Violine & Orchester; Cavatine op. 120 für Cello & Orchester.  Klaudyna Schulze-Broniewska, Thomas Georgi, Brandenburgisches Staatsorchester Frankfurt, Howard Griffiths. cpo 777 607-2, 2015
- Symphonie Nr. 1. Serenaden Nr. 1–3; Serenade für Flöte & Streicher op. 80; Klavierkonzert Nr. 1. Valentina Seferinova (Klavier), Rebecca Hall (Flöte), Belarussian State Symphony Orchestra, Malta Philharmonic Orchestra, Karelia State Symphony Orchestra, Marius Strawinsky, Michael Laus, Denis Vlasenko. Cameo, 2018
- Einspielungen seiner Klaviermusik von John Kersey

## Schüler
Schüler von Salomon Jadassohn waren:
- Edvard Grieg
- Zdeněk Fibich
- Bernard Zweers
- George Chadwick
- Christian Sinding
- George Templeton Strong
- Robert Kajanus
- Richard Franck
- Ethel Smyth
- Julius Klengel
- Emil Nikolaus von Reznicek
- Isaac Albéniz
- Rudolf Lassel[3]
- Fanny Davies
- Frederick Delius
- Felix Weingartner
- Ferruccio Busoni
- Georg Schumann
- Alfred Hill
- Percy Pitt[4]
- Cornelis Dopper
- Camillo Schumann
- Gerhard von Keußler
- Julián Carrillo
- Richard Wetz
- Selmar Meyrowitz
- Mikalojus Konstantinas Čiurlionis
- Franco Alfano
- Sergei Eduardowitsch Bortkiewicz
- Sigfrid Karg-Elert
- Gustav Brecher
- Gottfried Galston
- Bruno Granichstaedten
- Wilhelm Backhaus
- Albert Fuchs
- Stanisław Niewiadomski
- Alfred Ernst